# بينيت جرينسبان
بينيت جرينسبان (بالإنجليزية: Bennett Greenspan)‏ هو رائد أعمال أمريكي، ولد في 1952 في أوماها في الولايات المتحدة.